# Love Bistro
A Love Bistro egy gasztro-reality műsor, amely 2020. augusztus 24-én indult el a TV2-n.

## Története
2020. június 9-én levédették a műsor címet a Szellemi Tulajdon Nemzeti Hivatalánál. 2020. augusztus 3-án bejelentették, hogy a TV2 Csoport új, gasztro-reality műsor indit Love Bistro néven, és a sztárpárokat és a zsűriket is leleplezték.

## A műsor menete
A műsor formabontó műsorban nem csak a recepteké, hanem a párkapcsolatoké lesz a főszerep, ugyanis a párok közötti együttműködés, és a munkamegosztás legalább olyan fontos szerepet kap majd, mint a feladatok kivitelezése, mindez igazán könnyed, humoros formában. Az elődöntők során összesen tizennyolc sztárpár vállalkozik arra, hogy számot adjon gasztro-tudásáról. A döntőig vezető úton számos akadályt kell együtt legyőzniük, örömkönnyekből, és drámai pillanatokból sem lesz hiány a verseny során, a műsor kamerái pedig a konyhán kívül is forognak. A Love Bistro két séfje, akik mindent megtesznek azért, hogy ízekre szedjék a sztárpárokat: Baracskay Angéla cukrászséf, aki diplomáját Izraelben szerezte, de a világ számos pontján kamatoztatta tehetségét, több Michelin csillagos étterem vezető cukrászaként itthon és külföldön egyaránt; valamint Bernáth József séf, aki Lyonban és Londonban tanulta ki a mesterséget, számos külföldi Michelin-csillagos étterem korábbi munkatársa, a magyar konyha nagy tisztelője. A Love Bistroban klasszikus, ám újragondolt bisztro-ételek készülnek, alapfogások, jó minőségben. A feladatok a párkapcsolati dinamikára, bizalomra, és az együttműködésre épülnek, emellett pedig fontos szerepet kap az idő is, hiszen a párok licitálhatnak, azaz gazdálkodhatnak a saját főzési idejükkel, így előnyre tehetnek szert a verseny során.

## Epizódok
| Évad | Évad | Részek száma | Részek száma | Eredeti sugárzás    | Eredeti sugárzás     | Eredeti adó |
| Évad | Évad | Részek száma | Részek száma | Évadbemutató        | Évadzáró             | Eredeti adó |
| ---- | ---- | ------------ | ------------ | ------------------- | -------------------- | ----------- |
|      | 1.   | 25           | 25           | 2020. augusztus 24. | 2020. szeptember 25. |             |